# 山本亮 (政治家)
山本 亮（やまもと りょう、明治27年（1894年）12月14日 - 昭和48年（1973年）2月18日）は、日本の実業家、漢詩人、政治家。鳥取県西伯郡境町長（17代）、町会議員。号大麓。鳥取県平民。
境町長、鳥取県議会議長等を歴任した山本熊吉の長男。

## 経歴
鳥取県西伯郡境町栄町（いまの境港市）出身。山本熊吉の長男。
松江農林学校を卒業後、家業（醤油醸造）を継いだ。境電気会社設立等、実業界で活躍した。
昭和20年（1945年）4月23日、軍用船玉栄丸爆発事故が発生。山本町長は昼夜にわたる救援活動を指揮する一方で、軍に対して罹災者補償を請求、自ら現地調査に当たる等の尽力によってこの問題を解決した。

## 人物像

### 趣味
茶道、琵琶、漢詩等趣味も多かった。

### 漢詩人として
村上松村（本名龍）の「第二次鷗社」に参加。大正10年（1921年）には父碧湾に代わって「剪淞吟社（せんしょうぎんしゃ）」に加盟して活躍。

## 家族・親族

### 山本家

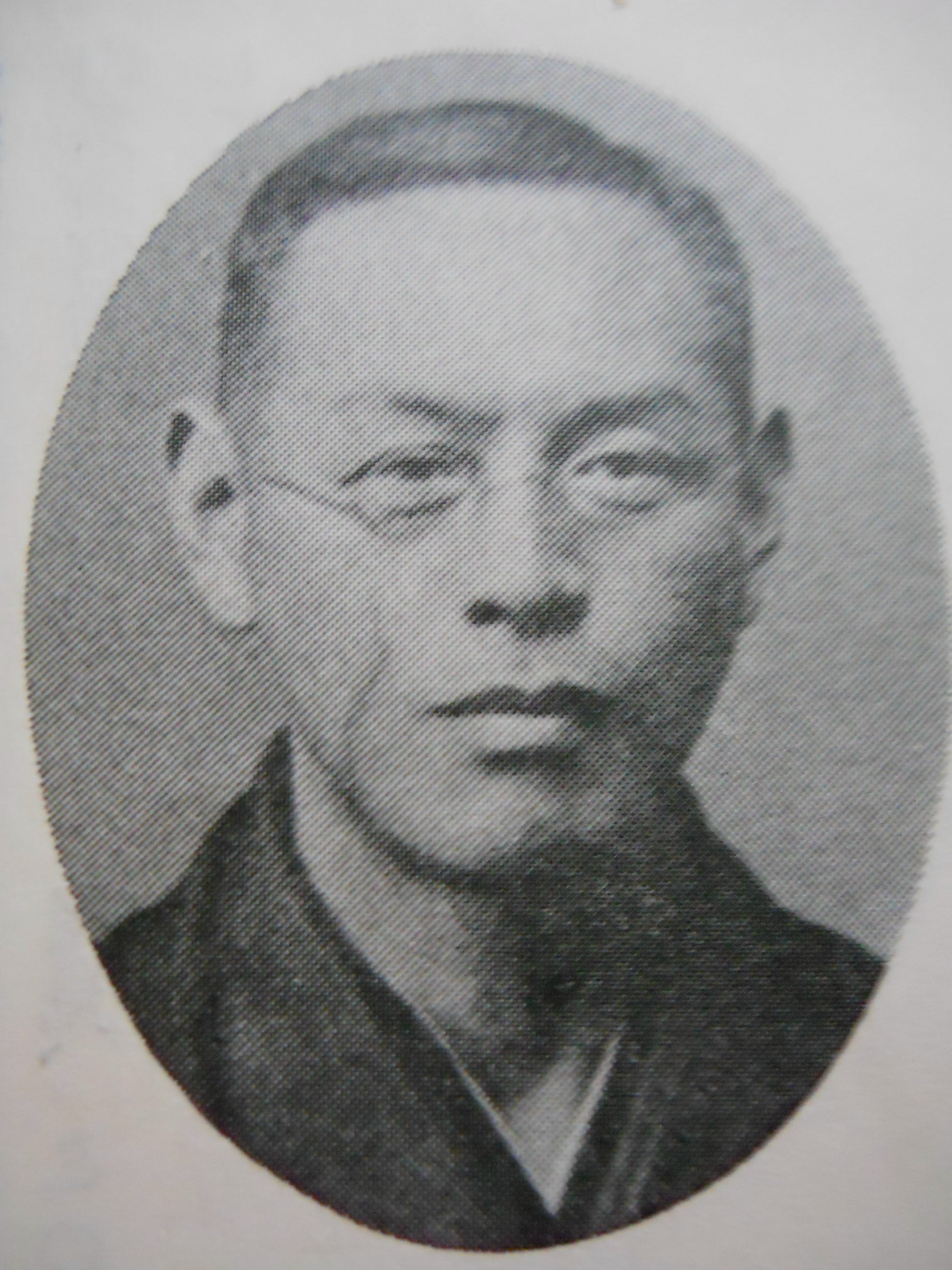
父山本熊吉
（境町長、鳥取県議会議長等を歴任）

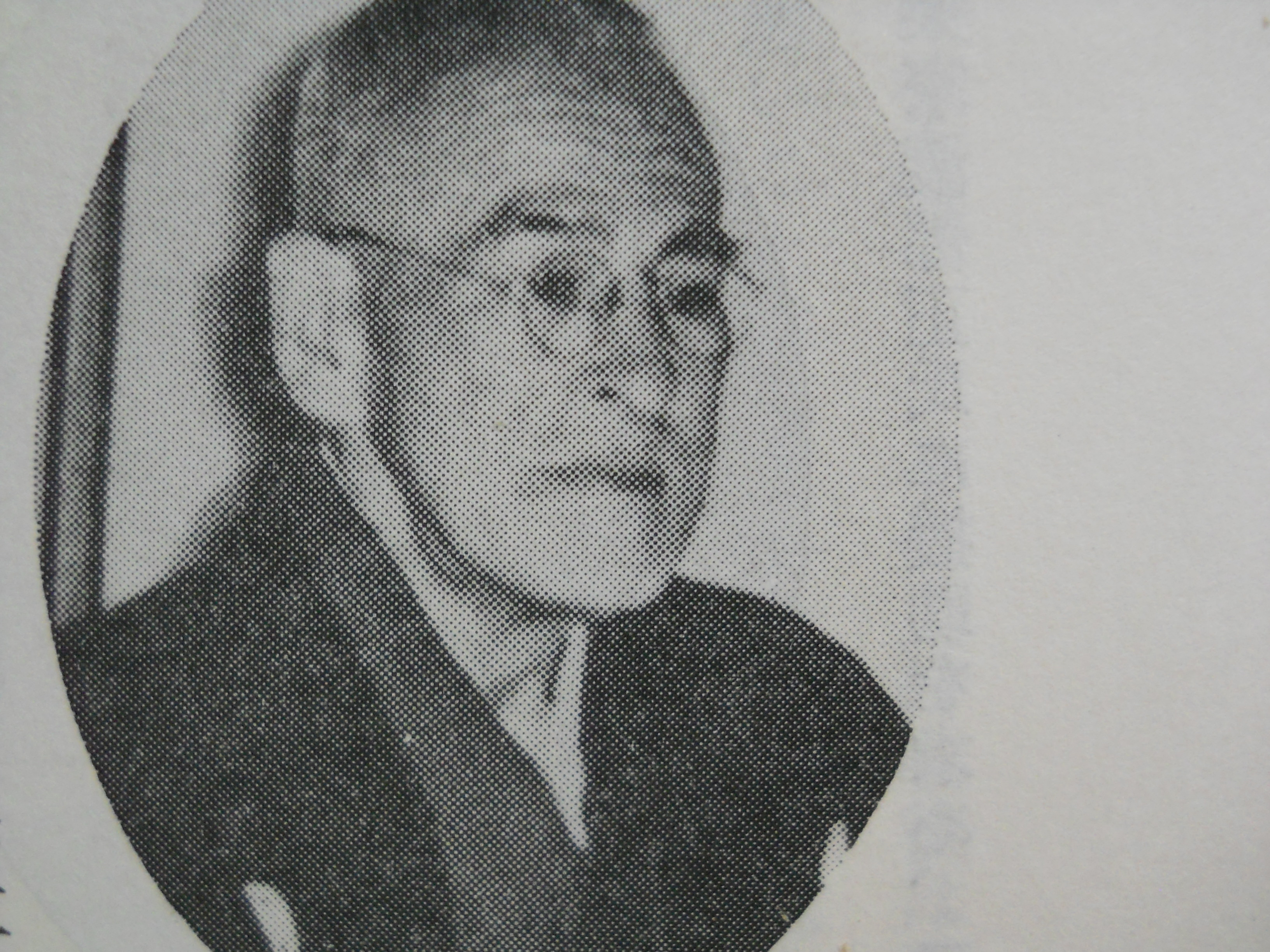
庄司廉

（鳥取県西伯郡境町栄町（現境港市））
- 祖父・安九郎[5]（醤油醸造業、政治家）

天保14年（1843年）11月生 - 没
明治32年（1899年）の『帝國實業名鑑』に「境町 醤油醸造業 山本安九郎 所得納税 開業三代」とある。
- 父・熊吉[5]（地主、政治家、漢詩人）

慶応3年（1867年）10月生 - 大正10年（1921年）2月没
- 姉・いちの[1]（鳥取県人庄司廉弟繁二郎に嫁す[1]）

明治24年（1891年）1月生 - 没
- 弟[1]
- 妻・孝子（鳥取、石原以波保妹[5]）

明治29年（1896年）9月生 - 没
- 男・登[5]
- 二女・幾子[5]
- 三女・節子[5]
- 四女・仁枝[5]

### 親戚
- 庄司廉（鳥取県多額納税者、農業・養蚕業、大地主、実業家、政治家） - 女優司葉子の伯父。
- 石原以波保（鳥取県多額納税者、農業、大地主、実業家、政治家）
- 倉光必明（地主、養蚕業）